# Jens Baggesen

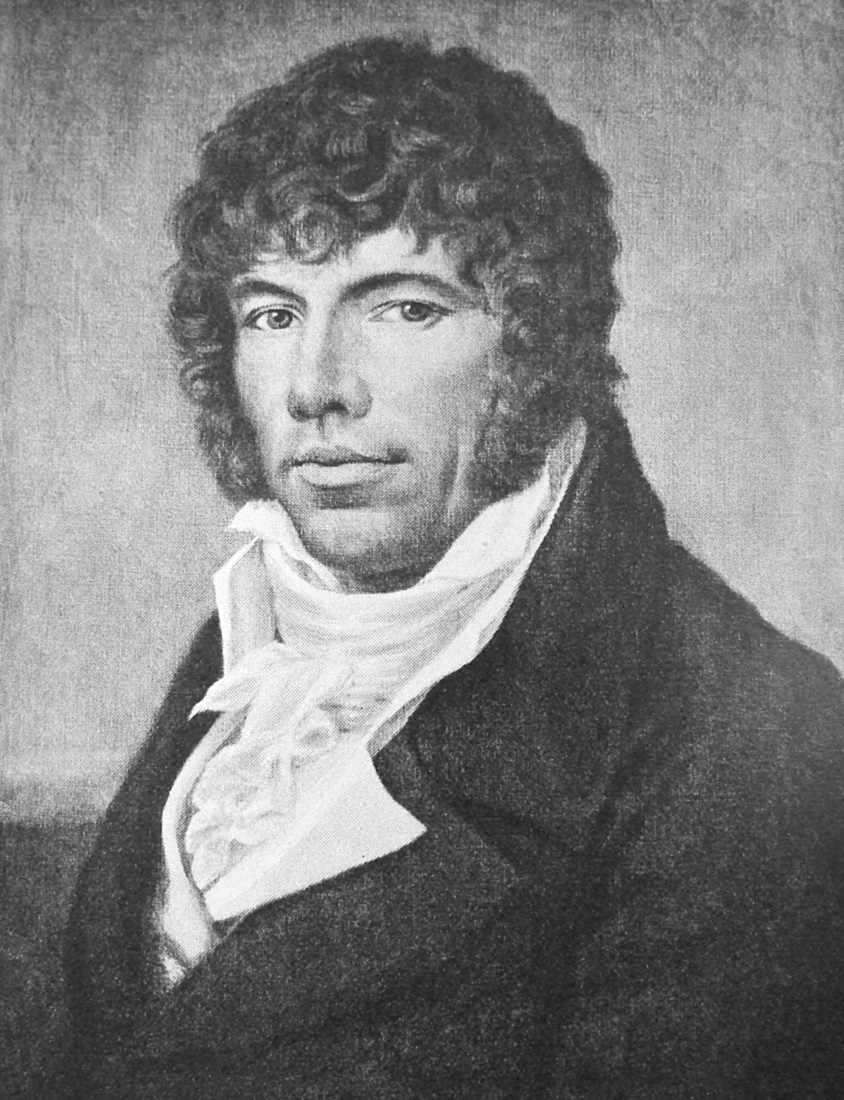
Jens Baggesen.

Jens Baggesen, född 15 februari 1764 i Korsør, död 3 oktober 1826 i Hamburg, var en dansk författare.
Baggesen kom från ett fattigt hem, kom till Slagelse skola och blev 1782 student. Efter en tid av fattigdom och nöd uppmärksammades han av skalden Christen Pram och togs om hand av ett par rika adelsfamiljer. 1789 for han med understöd till Tyskland, Schweiz och Paris, där han dansade en frihetsdans på Bastiljens ruiner. Sedan dess flackade han för det mesta omkring i Europa och levde bara tidvis i stillhet. Varken befattningen som direktör vid "Den kongelige danske Skueplats " 1789 eller professuren i danska språket och litteraturen i Kiel 1811 kunde få honom att slå sig till ro. Han var länge sjuklig och dog i Hamburg under en resa.
Baggesen var en lidelsefull och ombytlig natur. Vid 19 års ålder gjorde han ett par självmordförsök av olycklig kärlek och religionsgrubbel. Otaliga gånger var han förälskad. Hans svärmeri för Adam Oehlenschlägers syster Sophie, Anders Sandøe Ørsteds maka, påverkade honom i romantisk riktning. Som skald står Baggesen på 1700-talets grund, hans försök att tillägna sig nyromantiken lyckades aldrig. Hans Comiske Fortællinger (1785, senare fortsatta) är kvicka, satiriska och känsliga i formen. Labyrinten (1792-93), en skildring av hans första resa, visar en utomordentlig mottaglighet för intryck och återger skiftande stämningar i en omedelbar och personlig prosastil. Bäst lyckades han i de kvicka och behagfulla "rimbreven", bland annat Noureddin til Aladdin, en något förbehållsam hyllning till Oehlenschläger 1806, och rimbreven från Knut Sjællandsfar, i anledning av bombardemanget på Köpenhamn 1807, samt i små anspråkslösa lyriska dikter (som till exempel Da jeg var lille). Han var ostadig även i sina poetiska planer och fullföljde bara en ringa del av dem. Några av hans mognare verk är skrivna på tyska; även här är visorna bäst, till exempel skärsliparvisan med den berömda strofen: Mein Herz ist wie ein Taubenhaus. Han diktade även på franska. I filosofiskt avseende tog han först intryck av Voltaire och Rousseau och var senare en tid så gripen av Kant, att han antog dennes förnamn Immanuel. Förhållandet mellan Baggesen och Oehlenschläger, som tidvis varit vänligt, blev mycket bittert, då Baggesen 1813-1819, delvis med rätta, angrep den lyckligare skaldebroderns senare alster, som innebar en tillbakagång. Denna strid – kallad "sjuårskriget", innebar att Baggesen förlorade mycket i anseende.
Baggesen beundrades av Johan Henric Kellgren och Anna Maria Lenngren, som båda översatte honom till svenska. Med tanke på honom skrev Franz Michael Franzén Den svenska sånggudinnan till den danska.

## Eftermäle
Asteroiden 4088 Baggesen är uppkallad efter Jens Baggesen.